# Elesett a lúd a jégen
Az Elesett a lúd a jégen egy régi stílusú magyar népdal. Kodály Zoltán gyűjtötte a Bars vármegyei Garamszentgyörgyön 1912-ben.
Brodszky Erzsébet mozgalmi szöveget írt hozzá  Vörös nyakkendő címmel, Kis kendőmnek három sarka kezdettel.
Feldolgozás:
| Szerző        | Mire                | Mű                           | Előadás |
| ------------- | ------------------- | ---------------------------- | ------- |
| Kodály Zoltán | gyermekkar          | Gergelyjárás                 | [ 2 ]   |
| Ludvig József | ének, gitárakkordok | Kis kacsa fürdik…, 19. oldal |         |

Az 1926-ban komponált kórusmű harmadik dalában Kodály a saját gyűjtésén kívül felhasználta a Kiss Áron: Gyermekjátékok című könyvében megjelent Haj! pilike táncza című dal egy részletét. A Haja varga legény után beszúrt egy ütemet, a legény két hangjának ismétlésével. A dal így terjedt el.

## Kotta és dallam
| Elesett a lúd a jégen, majd felkel a jövő héten, összeveri a bokáját, sárga sarkantyús csizmáját. | Elment a tyúk búcsút járni, nem kell onnan visszavárni. Maj' visszajön sülve, főve, nem ül többet az ülőre. | Ha még egyszer leány lennék, megnézném, hogy kihez mennék, megválogatnám a legényt, mint a piacon az edényt. | Az edénynek a mázasát, a legénynek a pirossát, avval élnék a kedvemre, boldog lennék életembe. |

## Felvételek
- Elesett a lúd a jégen (népdal). Dévai Nagy Kamilla  YouTube (1989. június 20.)  (Hozzáférés: 2017. április 11.) (audió)
- Elesett a lúd a jégen... Varga Józsefné  YouTube (2014. április 20.)  (Hozzáférés: 2017. április 11.) (audió) furulya